# Tigellio
Tigellio Ermogene (in latino Tigellius Hermogenes; Sardegna, I secolo a.C. – Roma, 40 a.C.) è stato un musicista e poeta romano.

## Biografia
| «Ambubaiarum collegia, pharmacopolae, mendici, mimae, balatrones, hoc genus omne maestum ac sollicitum est cantoris morte Tigelli. Quippe benignus erat.» | «Le suonatrici di flauto, i ciarlatani che vendono rimedi, i mendicanti, le ballerine e i buffoni, tutto questo tipo di gente è mesta e addolorata per la morte del cantore Tigellio. In effetti egli era generoso» (Orazio, Satire L.1, S.2) |

Da Orazio e da Cicerone sappiamo che Tigellio era sardo, un raffinato cantante ed un amico intimo di Giulio Cesare. Cicerone, inoltre, nelle sue lettere agli amici, lo definisce hominem pestilentiorem patria sua (un uomo più pestifero della sua patria), mentre Orazio parla della sua morte, avvenuta tra il 40 e il 39 a.C..
Qualche anno dopo la sua morte, Orazio, nella Satira III dello stesso libro, torna a parlare di Tigellio, descrivendolo come un artista alquanto bizzarro e lunatico: a volte si metteva a cantare senza che nessuno l'avesse chiesto e, con altrettanta ostinazione, si poteva rifiutare di declamare i suoi versi quando, invece, era invitato a farlo. Amava vivere nel lusso e si circondava delle persone più disparate, da prostitute a ciarlatani, da maghi a buffoni, scatenando le ire e la gelosia di alcuni scrittori del periodo, a causa della sua amicizia con l'imperatore.
Alcuni commentatori avevano identificato il Tigellio con il Tigellio Ermogene menzionato in altre parti delle Satire. Tale identificazione fu respinta da André Dacier nella sua edizione delle opere di Orazio, ma solo pochi studiosi lo seguirono fino a quando Karl Kirchner presentò una dettagliata argomentazione a favore dell'interpretazione di Dacier. Secondo Berthold Ullman tuttavia la versione degli scoliasti non è da escludere e gli argomenti del Kirchner non sono inconfutabili. Infatti il Tigellio citato in alcuni versi delle Satire è lo stesso di cui parla Cicerone in alcune sue lettere. 
Cicerone, Orazio e Gaio Licinio Calvo lo chiamavo indifferentemente Tigellius o Sardus Tigellius, mai Ermogene. Ciononostante è molto probabile che Ermogene sia il cognome del sardo Tigellio, questo abbinamento di un nome romano e un cognome greco rivelerebbe inoltre che si tratti di un liberto. Il cognome greco indicherebbe che si tratti di un sardo di discendenza greca, inoltre, Tigellio era un cantore e la sua professione era guardata dall'alto in basso dai romani e largamente praticata dai greci.
Nel 1865 Pietro Martini aveva pubblicato alcune pergamene e antichi codici relativi ad una "Vita di Tigellio" di cui sarebbe stato autore un certo Sertorio (opera risultata poi essere falsa, vedi Carte di Arborea). A seguito della pubblicazione Giovanni Spano intraprese una campagna di scavo, a Cagliari, nel quartiere di Stampace, poco distante dall'Anfiteatro romano, dove furono riportati alla luce i resti di un complesso edilizio, risalenti alla fine del I sec. a.C.-inizi I sec. d.C., dell'antica città romana di Karalis. Per cui lo Spano, impropriamente, denominò  i resti con il nome di "villa di Tigellio", nome con il quale sono tuttora noti.